# Павуки-шовкопряди
Павуки-шовкопряди (Nephilidae) — родина аранеоморфних павуків. Іноді розглядається як підродина Nephilinae у родині павуків-колопрядів (Araneidae). Містить 42 види. Відомі своїми величезними, у вигляді кола, ловильними сітками.

## Поширення
Родина поширена у тропічних регіонах на всіх материках.

## Роди
Родина включає 7 родів:
- Clitaetra Simon, 1889 — Африка, Мадагаскар, Шрі-Ланка
- Herennia Thorell, 1877 — Південна Азія, Австралія
- Indoetra Kuntner, 2006 — Шрі-Ланка
- Nephila Leach, 1815 — пантропічний
- Nephilengys L. Koch, 1872 — Південна Азія, Північна Австралія
- Nephilingis Kuntner, 2013 — Південна Америка, Африка
- Trichonephila Dahl, 1911 — пантропічний